# Bombgaffel
- Övre vänster: En bombgaffel på flygplan B 5.
- Övre vänster: Bombgafflar på en Saab 18.
- Övre vänster: En 250 kg minbomb m/40. Notera styrtapparna på genomskärningen.
- Övre vänster: Bombgaffeln på en Vought SD2U Vindicator.

Bombgaffel är en fällanordning för störtbombning, vilken fäller ut bomben från flygplanet vid bombsläppning för att se till att den inte träffar flygplanet vid fällning. Historiskt var det stor problematik med att bomber träffade propellerbladen på propellerflygplan under störtbombning.

## Beskrivning
En bombgaffel består av en gängad arm som är kopplad till flygplanet och har spår i ändarna för hängning av bomb. Armen är lös och fälls ut genom bombens vikt när denna lossas från bomblåset.
Bomben hängs fast i bombgaffeln via så kallade "styrtappar". Styrtapparna monteras på bombens liv och gör att bomben går att hänga i spår på bombgaffelns ändar.
Väl utfälld ligger armen i rätt vinkel för att bomben ska falla ur spåren för att sedan lämna planet. Detta för att bombens projektilbana ska hamna utanför propellerns ark.

## Historia
Bombgafflar är användes primärt under andra världskriget då alla störtbombplan hade propeller. Bombgafflar gjorde det även möjligt att störtbomba med internt monterade bomber då bombgaffeln fällde ut dem från bombrummet. Efter kriget uppfanns bombsikten som tillät störtbombning i vinklar som gör det omöjligt för bomben att skada planet vid fällning, varvid bombgafflar blev ett föråldrat koncept.